# 郭仕 (正德進士)
郭仕（1477年—1528年），字正學，别號可斋，江西赣州府赣縣民籍，吉安府泰和县人。

## 生平
治《詩經》，行三，由縣學生中式丁卯科（1507年）江西鄉試第八十三名舉人，年三十二歲中式正德三年（1508年）戊辰科會試第二百四名，第三甲第二百八名進士。五年授大理寺右评事，八年丁母周孺人憂，十三年丁父忧，服除，进寺副，再进寺正。嘉靖元年（1522年）出知湖广辰州府，三年甲申调任武昌府，五年丙戌入觐，调贵州鎮遠府，升四川按察司副使，整饬威茂兵备，七年十月卒于官。

## 家族
曾祖郭可权。祖父郭克哲，號明窓。父郭贵温，號和軒，封文林郎大理寺评事。母周氏，封孺人。具庆下。兄郭仁，听选官；儒、修、弟休。